# Ballinae
Ballinae, es una subfamilia de pequeñas arañas araneomorfas, pertenecientes a la familia Salticidae.  Comprende las siguientes tribus.

## Tribus
- Ballini
- Copocrossini